# زنبق کاکلی
زنبق کاکلی (نام علمی: Iris cristata) نام یک گونه از سرده زنبق است.